# تايرون ستيرلينغ
تايرون ستيرلينغ (بالإنجليزية: Tyrone Sterling)‏ هو لاعب كرة قدم بريطاني في مركز ظهير ‏، ولد في 8 أكتوبر 1987 في بروملي ‏ في المملكة المتحدة. لعب مع نادي دارتفورد.

## وصلات خارجية
- تايرون ستيرلينغ على موقع قاعدة بيانات كرة القدم.إي يو (الإنجليزية)
- تايرون ستيرلينغ على موقع ناشيونال فوتبول تيمز (الإنجليزية)
- تايرون ستيرلينغ على موقع Soccerway.com (الإنجليزية)